# Digital Network
Digital Network S.A. (dawniej 4fun Media S.A.) – polska spółka akcyjna utworzona 2 września 2003 roku, będąca m.in. właścicielem spółek Program Sp. z o.o., Mustache Sp. z o. o., Screen Network S.A. oraz NAIMPREZE.pl Sp. z o. o.. 
Spółka Digital Network była właścicielem stacji telewizyjnych marki 4fun: 4Fun.tv, 4fun Dance i 4Fun Kids oraz serwisu internetowego naEkranie.pl, jednak w lipcu 2023 sprzedała Cyfrowemu Polsatowi większościowe udziały w spółce zarządzającej stacjami telewizyjnymi oraz w spółce naEkranie.pl Sp. z o.o.. Cena sprzedaży udziałów spółki zależnej naEkranie.pl Sp. z o.o. wyniosła 9,18 mln złotych.
Prezesem zarządu spółki jest Agnieszka Godlewska. W zarządzie spółki zasiada również Aneta Parafiniuk, natomiast Przewodniczącym Rady Nadzorczej jest Cezary Kubacki.
Od grudnia 2010 roku spółka notowana jest na warszawskiej Giełdzie Papierów Wartościowych, symbol akcji: DIG (do lipca 2022 4FM)